# Droga wojewódzka 881
Die Droga wojewódzka 881 (DW 881) ist eine 77 Kilometer lange Droga wojewódzka (Woiwodschaftsstraße) in der polnischen Woiwodschaft Karpatenvorland, die Sokołów Małopolski mit Żurawica verbindet. Die Strecke liegt im Powiat Rzeszowski und im Powiat Łańcucki, im Powiat Przeworski, im Powiat Jarosławski und im Powiat Przemyski.

## Streckenverlauf
Woiwodschaft Karpatenvorland, Powiat Rzeszowski
-  Sokołów Małopolski (S 19, DK 19, DW 875)
- Trzeboś

Woiwodschaft Karpatenvorland, Powiat Łańcucki
- Medynia Głogowska
- Medynia Łańcucka
- Pogwizdów
- Podbórz
- Czarna
-  Łańcut (Landshut) (A 4, DK 94, DW 877)
- Sonina
- Markowa

Woiwodschaft Karpatenvorland, Powiat Przeworski
- Sietesz
-  Kańczuga (DW 835)
- Pantalowice

Woiwodschaft Karpatenvorland, Powiat Jarosławski
- Rozbórz Długi
-  Pruchnik (DW 880)
- Chorzów
- Rokietnica

Woiwodschaft Karpatenvorland, Powiat Przemyski
- Maćkowice
-  Żurawica (DK 77)